# ماکیاولیسم (روان‌شناسی)
در روان‌شناسی شخصیت، ماکیاولیسم یک ویژگی شخصیتی است متمرکز بر دستکاری روان‌شناختی، بی‌عاطفه بودن و بی‌توجهی به اخلاق. این ویژگی از نام فیلسوف سیاسی، نیکولو ماکیاولی برگرفته شده؛ هرچند با شخصیت وی یا آثار او ارتباطی ندارد. دو روان‌شناس به نام‌های ریچارد کریستی و فلورانس گیس از بیانیه‌های ویرایش شده و کوتاه شده ماکیاولی، الهام گرفته و از آن‌ها برای بررسی تغییرات رفتارهای انسانی استفاده کردند. آزمون ماخ ۵ آنها، یک پرسش‌نامه شخصیتی ۲۰ پرسشی با مقیاس لیکرت، به ابزار و مقیاس استاندارد خودسنجشی ماکیاولیسم شخصیتی تبدیل شد. کسانی که در این مقیاس نمره بالا می‌گیرند (به اصطلاح ماخ بالا) به احتمال زیاد داری سطح فریبکاری بالا و خلق و خوی نامناسب هستند.
ماکیاولیسم یکی از صفات تیره شخصیت، همراه با خودشیفتگی و روان پریشی است.

## منشأ سازه
در دهه ۱۹۶۰، ریچارد کریستی و فلورانس ال گیس می‌خواستند کسانی را که قابلیت دستکاری دیگران را دارند، مورد تجزیه و تحلیل قرار دهند. آن‌ها با بهره‌گری از چند جمله کوتاه شده و ویرایش شده از آثار ماکیاولی، آزمونی تهیه کردند و نام سازه شخصیتی مرتبط با آن را «ماکیاولیسم» گذاشتند. آن‌ها می‌خواستند بدانند آیا رفتار افرادی که با گفته‌های ماکیاولی موافق هستند با دیگرانی که مخالفند، به ویژه در مورد دستکاری دیگران، مطابقت دارد یا نه. آزمون ماخ ۵ آنها، یک نظرسنجی ۲۰ سؤالی در مقیاس لیکرت به ابزاری استاندارد برای خودسنجشی سازه شخصیتی ماکیاولیسم تبدیل شد. کریستی و گایس با استفاده از مقیاس خود، آزمایش‌های پرشماری را انجام دادند که نشان داد راهبردها و رفتارهای بین فردی «ماخ‌های بالا» و «ماخ‌های پایین» متفاوت است. افرادی که در این مقیاس نمره بالایی کسب می‌کنند (ماخ‌های بالا) گفته‌های مرتبط با دستکاری دیگران را تأیید می‌کنند؛ در حالی که افراد با نمره پایین (ماخ‌های پایین) رفتارهای مطلوبی دارند. نتایج نخستین آنها به‌طور گسترده‌ای توسط دیگران تکرار شده‌اند. مردان در مقیاس ماخ ۵ به‌طور متوسط کمی بالاتر از زنان قرار می‌گیرند.

### سبب‌شناسی
یک پژوهش ژنتیکی رفتاری به‌تازگی مشخص کرده که ماکیاولیسم هم متأثر از ژنتیک و هم محیط است. همچنین پژوهش‌های گسترده‌ای در مورد ماکیاولیسم در کودکان و نوجوانان خردسال، با بهره‌گیری از آزمون «ماخ کودکان» انجام شده‌است.

### انگیزه‌ها
یک بررسی در سال ۱۹۹۲ انگیزه افراد با ماخ بالا در مقیاس ماکیاولیسم را مربوط به خودخواهی سرد و ابزارنگری محض نسبت به دیگران توصیف کرد. فرض بر این بود که افراد دارای این ویژگی انگیزه‌های خود شامل رابطه جنسی، موفقیت، اجتماعی بودن و غیره را به‌صورتی دوگانه دنبال می‌کنند. پزوهش‌های جدیدتر در مورد انگیزه‌های ماخ‌های بالا در مقایسه با ماخ‌های پایین نشان داد که آنها اولویت بیش‌تری به پول، قدرت و رقابت داده و اولویت نسبتاً کمی به جامعه‌سازی، خوددوستی و تعهد خانوادگی می‌دهند. ماخ‌های بالا اعتراف کردند که تمرکز خود را روی دستاوردهای کوچک و پیروزی به هر قیمتی می‌گذارند.

### فرصت‌طلبی
به‌طور کلی، افراد با خصیصه ماکیاولیسم بالا سعی خواهند کرد تا از هر راه که شده باشد، مانند دور زدن یا شکستن قوانین، تقلب و حتی سرقت، به خواسته‌های خود برسند. این افراد قادرند به راحتی هم با دیگران کار کنند و هم برای رسیدن به اهداف خود از آن‌ها استفاده کنند. همچنین این افراد از سطح عاطفی مشابه دیگران برخوردار نیستند و به همین ترتیب بیشتر مایل به انجام کارهایی هستند که دیگران آن کارها را وحشتناک یا غیراخلاقی می‌دانند. افراد با ماکیاولیسم بالا حتی تا آن‌جا پیش می‌روند که در رسیدن به اهداف خود، دیگران را به اصطلاح دستکاری کرده و به آن‌ها آسیب نیز می‌رسانند.

### توانایی‌ها
اغلب این فرض وجود داشته‌است که ماخ‌های بالا، به سبب مهارت در دستکاری دیگران، از هوش بیش‌تر یا توانایی درک افراد دیگر در موقعیت‌های اجتماعی برخوردار هستند. با این حال، برخی پژوهش‌ها ثابت کرده‌اند که ماکیاولیسم با بهره هوشی ارتباطی ندارد. البته پژوهش‌هایی که به‌تازگی صورت گرفته‌اند از دیدگاه مخالف این امر پشتیبانی می‌کنند.
علاوه بر این، مطالعات روی هوش هیجانی نشان داده‌است که ماکیاولیسم بالا معمولاً با هوش هیجانی پایین همراه است. این امر توسط عمل‌کرد فرد و نیز پرسشنامه‌های شخصیتی به اثبات رسیده‌است. نظر بر این است که هم همدلی احساسی و هم درک احساسات با ماکیاولیسم همبستگی منفی دارند. علاوه بر این، پژوهش‌ها مشخص کرده‌اند که ماکیاولیسم با نظریه ذهن، یعنی توانایی پیش‌بینی آنچه دیگران در موقعیت‌های اجتماعی فکر می‌کنند، ارتباطی ندارد. اگر ماخ‌های بالا واقعاً در دستکاری دیگران مهارت داشته باشند، به نظر می‌رسد که این امر با تواناییهای شناختی خاصی ارتباطی نداشته و تنها به دلیل تمایل بیشتر به دستکاری دیگران بوده باشد.

## رابطه با دیگر ویژگی‌های شخصیتی
همان‌طور که گفته شد، ماکیاولیسم، خودشیفتگی و روان پریشی، یکی از سه ویژگی شخصیتی است که به عنوان صفات تیره شخصیت نامیده می‌شوند. برخی روانشناسان، ماکیاولیسم را اساساً یکی از زیرشاخه‌های بالینی روان‌پریشی می‌دانند، زیرا از ویژگیهای اصلی هر دو آن‌ها گرایش به دستکاری و بی‌حسی سرد است. تحقیقات تازه نشان می‌دهد که گرچه ماکیاولیسم و روان پریشی به شدت با هم همپوشانی دارند، اما آنها ساختارهای شخصیتی متمایزی هستند. روان‌پریشی عمدتاً از نظر میزان تکانشگری، فقدان برنامه‌ریزی طولانی مدت و کنترل خود با ماکیاولیسم متفاوت است.
مشخص شده‌است که ماکیاولیسم با توافق‌پذیری (r = -۰٫۴۷) و وظیفه‌شناسی (r = -۰٫۳۴)، دو بعد از مدل شخصیت " پنج عامل بزرگ شخصیت " (NEO-PI-R) ارتباط منفی دارد. با این حال، ماکیاولیسم با بعد صداقت-فروتنی مدل شش عاملی هگزاکو (HEXACO) بیشتر از همه ۵ عامل بزرگ شخصیتی ارتباط دارد. ماکیاولیسم همچنین در محدوده احوالات بین‌فردی واقع شده‌است که از دو بعد مستقل عاملیت و اجتماع تشکیل می‌شود. عاملیت به انگیزه موفقیت و فردیت بخشیدن به خود اشاره می‌کند، در حالی که ارتباط اجتماعی به انگیزه ادغام با دیگران و حمایت از منافع گروه اشاره دارد. ماکیاولیسم در احوالات بین‌فردی با عاملیت بالا و ارتباط اجتماعی پایین تعریف شده‌است. ماکیاولیسم در ساختار احوالات بین‌فردی با خودتفسیری، یعنی تمایل به ترجیح ارتباط اجتماعی به عاملیت در تضاد است. این نشان می‌دهد که افراد با ماکیاولیسم بالا هدفشان تنها به موفقیت رسیدن نیست؛ بلکه آنها مایلند این کار را با هزینه یا کمینه با بی‌توجهی نسبت به دیگران انجام دهند.

### نظریه بازی
در سال ۲۰۰۲، مقیاس ماکیاولیسم کریستی و گیس توسط نظریه‌پردازان نظریه بازی‌ها یعنی آنا گانتورسدوتیر، کوین مک‌کیب و ورنون ال اسمیت به منظور یافتن توضیحاتی در مورد گسترش رفتار مشاهده شده در بازی‌های تجربی، به ویژه گزینش‌های فردی، اعمال شد. این توضیحات با فرضیات مربوط به منافع شخصی که توسط پیش‌بینی‌گر استاندارد تعادل نش در نظر گرفته شده، مطابقت ندارد. مشخص شد که در یک بازی اعتماد، کسانی که نمرات ماخ ۵ بالایی دارند، تمایل به پیروی از راهبردهای تعادل هومو اکونیمیکوس دارند؛ و این در حالی است که کسانی که نمره ماخ ۵ پایین دارند، تمایل به انحراف از تعادل دارند و در عوض گزینش‌هایی انجام می‌دهند که منعکس کننده استانداردهای اخلاقی کاملاً پذیرفته شده و ترجیحات اجتماعی است.

### ابعاد
اگرچه ساختارهای عاملی پیشنهادی بی شماری وجود داشته‌است، اما در تحقیقات تحلیلی، دو بعد به‌طور مداوم پدیدار می‌شوند: تمایز دیدگاه‌های ماکیاولیستی از رفتارها. اگرچه مقیاس ماخ ۵ قادر به مشخص کردن این دو بعد نیست، یک زیرمجموعه ۱۰ ماده ای از مقیاس معروف به «ماخ ۵ دو بعدی» (TDM-V)، ابعاد دیدگاه‌ها و روش‌ها در کشورها، جنسیت‌ها، نمونه‌ها، و طول دسته مقیاس را نشان می‌دهد. به نظر می‌رسد بعد «دیدگاه‌ها» جنبه‌های روان‌رنجوری، خودشیفتگی، بدبینی و بی‌اعتمادی ماکیاولیسم را به تصویر می‌کشد؛ در حالی که بعد «روش‌ها» بیش‌تر، جنبه‌های رفتاری ناهنجار، خودپسندانه و فریبکارانه را به تصویر می‌کشد.

### همدلی گرم و سرد
همدلی دو نوع متمایز دارد که مردم برای ارتباط با یکدیگر استفاده می‌کنند: همدلی گرم و سرد. همدلی سرد به درک چگونگی واکنش دیگران در برابر اعمال فرد یا یک واقعه خاص اشاره دارد. همدلی گرم نیز به واکنش عاطفی دیگران که ممکن است نسبت به یک واقعه نشان دهند، مربوط است. افرادی که با ماکیاولیسم بالا بیش‌تر متمایل به درک همدلی سرد هستند تا گرم که این می‌تواند منجر شود دیگران آن‌ها را سرد و بی‌دقت قلمداد کنند. از این شیوه عملکرد به عنوان شکاف همدلی سرد با گرم یاد می‌شود که در آن فردی که احساس همدلی سرد دارد متوجه تأثیر کامل اعمال خود بر دیگران نمی‌شود.

### نارسایی هیجانی
نارسایی هیجانی یکی از ویژگی‌های اصلی مرتبط با ماکیاولیسم است. نارسایی هیجانی به معنی نداشتن آگاهی از احساسات خود و دیگران است. کسانی که چنین خصوصیت شخصیتی دارند، قادر به تشخیص احساسات و توصیف آنها نیستند. این می‌تواند منجر به ایجاد مشکلاتی در درک احساسات خود شخص و همچنین مشکلات ارتباطی وی با دیگران در زمینه درک احساس آنان شود. نارسایی هیجانی بسته به فرد و محیط زندگیش می‌تواند در درجات مختلف ظاهر شود. این ویژگی ممکن است ناشی از درک محدود یک احساس پس از تجربه کم عمق احساسات بیان‌شده باشد. نارسایی هیجانی می‌تواند نشان دهد چرا ماکیاولیست‌ها انرژی ذهنی زیادی را برای دستکاری افراد و موقعیت‌ها متمرکز می‌کنند. آنها احساس گناه و همدلی را تشخیص نمی‌دهند و از همین روی قادر به درک نتیجه اعمال خود نیستند.

### در محل کار
ماکیاولیسم توسط روانشناسان سازمانی نیز مورد مطالعه قرار گرفته‌است. سوژه این مطالعات به ویژه کسانی هستند که رفتارهای دستکاری در محیط کار را از خود بروز می‌دهند. از جمله این رفتارها می‌توان به چاپلوسی، فریب، زورگویی و مدیریت سوءاستفاده‌گرانه یا Abusive supervision اشاره کرد.